# Yōko Komiyama

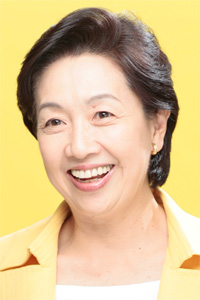
Yōko Komiyama

Yōko Komiyama (jap. 小宮山 洋子, Komiyama Yōko; * 17. September 1948 in der Präfektur Tokio, Japan) ist eine japanische Politikerin der Demokratischen Partei (Minshutō). Innerparteilich gehört sie zur Maehara-Gruppe. Sie war von 1998 bis 2012 Abgeordnete im nationalen Parlament, zunächst im Sangiin, dem Oberhaus, dann im Shūgiin, dem Unterhaus, und von 2011 bis 2012 Ministerin für Gesundheit, Arbeit und Soziales.
Komiyama ist die Tochter von Ichirō Katō, Jurist und Rektor der Universität Tokio, und Enkelin des Abgeordneten und Großostasienministers Kazuo Aoki. Sie absolvierte 1972 ihr Studium an der Fakultät für Literaturwissenschaft der Seijō-Universität und arbeitete anschließend für den öffentlich-rechtlichen Rundfunksender NHK, für den sie unter anderem die Nachrichtensendung NHK News Wide moderierte. 1998 verließ sie den Sender und wechselte in die Politik.
Bei der Wahl von 1998 wurde Komiyama über die Verhältniswahlliste der Demokratischen Partei ins Sangiin, das Oberhaus, gewählt. Dort war sie unter anderem Vorsitzende des Umweltausschusses. 2003 gab sie ihren Sitz auf, um bei der Nachwahl für den Shūgiin-Sitz des erstochenen Kōki Ishii im 6. Wahlkreis Tokio zu kandidieren. Sie gewann klar mit 53 % der Stimmen und konnte den Sitz bei den regulären Wahlen im selben Jahr verteidigen. 2005 unterlag sie knapp Takao Ochi (LDP) und wurde nur über den Verhältniswahlblock Tokio wiedergewählt. 2009 gewann sie deutlich gegen Ochi im Wahlkreis.
Yoshihiko Noda berief sie zum 2. September 2011 als Ministerin für Gesundheit, Arbeit und Soziales in sein Kabinett. Diesen Posten verlor sie bei der dritten Kabinettsumbildung am 1. Oktober 2012. Im Dezember verlor sie bei der Shūgiin-Wahl 2012 ihren Wahlkreis erneut an Takao Ochi und verfehlte auch eine Wiederwahl im Verhältniswahlblock.